# アリベルト・ボルゼンコフ
アリベルト・ヴァレンチーノヴィチ・ボルゼンコフ（ロシア語: Альберт Валентинович Борзенков、1973年1月3日 - ）は、現ロシア・クルスク州、クルスク出身の元サッカー選手。現役時代のポジションはDF。

## 来歴

### クラブ
FCロートル・ヴォルゴグラードでの活躍で知られ、UEFAインタートトカップやUEFAカップなどにも出場した。また、地元のアヴァンガルド・クルスクやドルジュバ・ブジョンノフスク、ディナモ・スタヴロポリ、ソコル・サラトフ、トム・トムスク、シビル・ノヴォシビルスクなどでプレーをした。
ロシア・プレミアリーグでは242試合に出場して7得点を記録している。

### 代表
1994年から1995年の期間にオリンピックチームで6試合に出場している。1998年にA代表デビューを飾った。
- 1998年5月30日。ジョージア — ロシア 1:1. 61分にユーリー・コフトゥンとの交代で出場[2]。

## タイトル

### 個人
- ロシアリーグ最優秀選手33：No. 3 - 1996
- PFLカップ最優秀ディフェンダー：1 (2009)